# Ian Wace
Ian Gerald Patrick Wace (gennaio 1963) è un imprenditore britannico, finanziere, co-fondatore nel 1997 (insieme a Paul Marshall) e CEO della società di hedge fund Marshall Wace. Lui e Marshall, insieme ad un altro gestore di hedge fund, Arpad Busson, hanno co-fondato anche un'organizzazione no-profit per bambini, Absolute Return for Kids (ARK) nel 2001.

## Biografia
Ian Gerald Patrick Wace è nato nel gennaio 1963.  Suo fratello, Charles Wace, è amministratore delegato della società di produzione televisiva globale Twofour Group. Non ha una laurea; Institutional Investor lo ha definito "forse l'unica persona senza una laurea che si sia mai qualificata per la Lista dei Ricchi".

## Carriera
Wace ha lavorato per 11 anni presso SG Warburg & Co., diventandone a 25 anni il direttore più giovane di sempre. Quindi, facendo una costante ascesa di grado, è stato nominato responsabile delle vendite di azioni europee nel 1988, responsabile del trading proprietario nel 1993 e responsabile del trading internazionale nel 1994. Nel 1995 è entrato in Deutsche Morgan Grenfell come responsabile del trading azionario e dei derivati.
Nel 1997, lui e Paul Marshall hanno co-fondato lo hedge fund Marshall Wace, che continuano a gestire insieme; Wace è il CEO e Chief Risk Officer, mentre Marshall è il presidente e Chief Investment Officer. Nel settembre 2015 hanno annunciato una partnership strategica a lungo termine con la società di private equity Kohlberg Kravis Roberts (KKR), che ha acquisito una partecipazione del 24,9% in Marshall Wace, aumentata nel novembre al 29,9%.
Nel 2016, Institutional Investor ha nominato Marshall Wace, che all'epoca gestiva 22 miliardi di dollari di denaro dei clienti, "lo hedge fund con le migliori prestazioni nel 2015".
Secondo il Sunday Times Rich List nel 2020, Wace vale 630 milioni di sterline.

## Donazioni
Wace ha donato 300.000 sterline al Partito conservatore nelle elezioni generali del Regno Unito del 2019.

## Vita privata
Nel settembre 1994, la prima moglie di Wace e i loro due figli piccoli morirono in un incidente stradale nello Hampshire, quando lui aveva 31 anni (guidavano in auto separate). Sposò due anni dopo Fiona Hardy ed ebbe due figli da lei; si sono separati nel 2010. Nel 2012 ha sposato la modella Saffron Aldridge.
Nel giugno 2017, ha acquistato Tanera Mòr, la più grande delle Summer Isles al largo degli altopiani nord-occidentali della Scozia, per 1,7 milioni di sterline, molto meno del prezzo richiesto di 2,5 milioni di sterline quando è stata immessa sul mercato nel 2013. Wace supervisionerà uno sviluppo quadriennale del Tanera Mòr, che secondo lui può diventare un "idilliaco rifugio capace di ospitare fino a 60 ospiti paganti".
Nel 2001, si è unito al suo socio Paul Marshall e ad Arpad Busson, un altro gestore di hedge fund, per cercare di affrontare la difficile situazione degli orfani rumeni. Hanno fondato Absolute Return for Kids (ARK), un'organizzazione no-profit per bambini.